# Ultraleichtfluggelände Ohlsbach

i7
i11
i13
Das Ultraleichtfluggelände Ohlsbach liegt in der Gemeinde Ohlsbach im Ortenaukreis in Baden-Württemberg. Der Platzhalter und Betreiber ist der Ortenauer Drachen- & Gleitschirmflieger e. V.

## Lage
Das Ultraleichtfluggelände liegt etwa 1,5 km westlich von Ohlsbach. Naturräumlich liegt es am Westrand des Schwarzwalds im Kinzigtal.

## Flugbetrieb
Das Ultraleichtfluggelände besitzt eine Betriebsgenehmigung für Ultraleichtflugzeuge, Motorschirme, Hängegleiter und Gleitsegel. Hängegleiter starten per Windenstart oder Ultraleichtflugzeugschlepp, Gleitsegel per Windenstart. Das Ultraleichtfluggelände ist mit einer 230 m langen und 20 m breiten Start- und Landebahn aus Gras (Richtung 16/34) ausgestattet. Die Länge der Seilauslegestrecke für Windenstarts beträgt 450 m in Richtung 16 und 530 m in Richtung 34. Das Ultraleichtfluggelände dient der Ausübung des Ultraleichtflugsports sowie Hängegleiter- und Gleitsegelfliegens durch Mitglieder des Platzhalters und nach vorheriger Zustimmung des Platzhalters durch Dritte (PPR).

## Geschichte
Der Ortenauer Drachen- & Gleitschirmflieger e. V. wurde 1997 gegründet. Das Ultraleichtfluggelände Ohlsbach wurde ursprünglich am 28. Dezember 1998 genehmigt. Die aktuell gültige Genehmigung wurde am 22. März 2002 erteilt.